# Song Hào
Song Hào, właśc. Nguyễn Văn Khương (ur. 20 sierpnia 1917 w komunie Liên Minh, okręg Vụ Bản, prow. Nam Định - 9 stycznia 2004) – wietnamski działacz partii komunistycznej, generał.
Związany z komunistycznym ruchem niepodległościowym od 1936; wstąpił do Komunistycznej Partii Indochin, był członkiem Stałego Komitetu Federacji Pracy w Hanoi oraz członkiem Stałego Komitetu komitetu partii w Hanoi. Na początku 1940 został aresztowany przez władze francuskie i skazany na 7 lat więzienia; był więziony w Nam Định, Hanoi, Sơn La, Hòa Bình, Chợ Chu. Pozostał aktywny w swojej działalności także w więzieniu, utrzymywał kontakt z działaczami na wolności oraz kierował organizacją więzienną. W sierpniu 1944 zbiegł z więzienia w Chợ Chu. Został mianowany sekretarzem komitetu partii komunistycznej w bazie rewolucjonistów w Nguyễn Huệ. W sierpniu 1945 był delegatem na kongres narodowy w Tân Trào i kierował przejmowaniem władzy przez Wietnamczyków w prowincjach Tuyên Quang i Hà Giang. Pod koniec 1945 został członkiem Komitetu Północnego partii, kierującego działalnością w prowincjach Hà Giang, Tuyên Quang i Thái Nguyên.
Od grudnia 1947 był komisarzem politycznym dziesiątego regionu wewnętrznego, członkiem regionalnego komitetu partii i sekretarzem Regionalnego Komitetu Wojskowego; 1950 komisarz polityczny Komitetu Regionu Północno-Zachodniego partii i sekretarz Komitetu Spraw Cywilnych Partii w Dolnym Laosie; 1951 komisarz polityczny 208. Brygady; w maju 1955 mianowany zastępcą szefa Głównego Departamentu Politycznego Armii Ludowej i członkiem komitetu partyjnego w armii. Wybierany do Komitetu Centralnego partii komunistycznej na III (1960), IV (1976) i V (1982) kongresie; był także członkiem Komisji Inspekcji Partyjnej i szefem Zarządu Inspekcji Armii (od 1960) oraz członkiem Sekretariatu KC (1976). W marcu 1961 mianowany szefem Głównego Departamentu Politycznego Armii Ludowej, zastępcą ministra obrony oraz zastępcą sekretarza komitetu partyjnego w armii. 1982–1987 minister pracy, inwalidów wojennych i spraw socjalnych; 1990–1992 tymczasowy przewodniczący Stowarzyszenia Weteranów Wojennych Wietnamu.
W 1950 otrzymał stopień generała porucznika, 1974 starszego generała porucznika.
Był deputowanym do Zgromadzenia Narodowego  IV i VI kadencji; otrzymał wiele odznaczeń wojskowych i cywilnych.